# Direttiva SLAPP
La Direttiva SLAPP, o Direttiva (UE) 2024/1069, è una direttiva dell'Unione europea che ha l'obiettivo di proteggere le persone fisiche e giuridiche da procedimenti giudiziari abusivi ed unicamente tesi a boicottare l'informazione e la partecipazione al dibattito su temi di interesse pubblico.
Al 4/10/2024 non è ancora stata recepita in Italia

## Genesi
L’articolo 10, paragrafo 3 del Trattato sull’Unione Europea (TUE) stabilisce che ogni cittadino ha il diritto di partecipare alla vita democratica dell’Unione. La Carta dei diritti fondamentali dell'Unione europea («Carta») prevede, tra gli altri, il diritto alla libertà di espressione e d’informazione, che include il rispetto della libertà e del pluralismo dei media. Il diritto alla libertà di espressione e d’informazione sancito dall’articolo 11 della Carta include la libertà di opinione e la libertà di ricevere o di comunicare informazioni o idee senza che vi possa essere ingerenza da parte delle autorità pubbliche e senza limiti di frontiera.
A tal proposito, nella sua risoluzione dell’11 novembre 2021 sul tema «Rafforzare la democrazia e la libertà e il pluralismo dei media nell’UE», il Parlamento europeo ha invitato la Commissione a proporre un pacchetto di misure vincolanti e non vincolanti per affrontare il crescente numero di azioni legali strategiche tese a impedire, bloccare o scoraggiare la partecipazione pubblica («SLAPP» - Strategic lawsuit against public participation) da parte di giornalisti, editori, organizzazioni dei media, informatori e difensori dei diritti umani, come pure di organizzazioni della società civile, ONG, sindacati, artisti, ricercatori e gli accademici dell'Unione.
Scopo della direttiva 2024/1069 è pertanto quello di eliminare gli ostacoli al corretto svolgimento dei procedimenti civili, proteggendo nel contempo le persone fisiche e giuridiche attive nella partecipazione pubblica su questioni di interesse pubblico da procedimenti giudiziari avviati nei loro confronti al solo scopo di dissuaderle dalla partecipazione pubblica, ad esempio mediante l'abuso dell'istituto della querela (cosiddetta querela o lite temeraria) e/o la richiesta di danni per presunte ed inesistenti diffamazioni.
Il tutto tenendo conto che il diritto alla libertà di espressione è un diritto fondamentale che va esercitato con senso di dovere e responsabilità, bilanciando il diritto fondamentale delle persone di ottenere informazioni imparziali, come anche del rispetto del diritto fondamentale di proteggere la propria reputazione, i propri dati personali e la propria vita privata.